# Agencias de la Unión Europea
Las agencias europeas son un tipo de organismos públicos especializados que se encargan de un aspecto específico (científico, económico, técnico, jurídico, de seguridad, militar o social), se encuentran subordinadas a cada uno de los departamentos ejecutivos de la Comisión Europea y al resto de la administración comunitaria. Entre sus funciones se encuentra la de ejercer directamente competencias comunitarias (ej: control de fronteras o de pesca) o proporcionar asistencia a los Estados y a los ciudadanos de la Unión en las áreas de su competencia.Sus sedes centrales están distribuidas por el territorio de la Unión y su estructura y funcionamiento viene regulada en sus estatutos legales en el momento en que se crean o modifican. 
| Agencias descentralizadas |
| --- |
| Agencia de apoyo al ORECE (BEREC) |
| Agencia de Asilo de la UE (EUAA) |
| Agencia de Cooperación de los Reguladores de la Energía (ACER)                                                                                 |
| Agencia de la UE para el Programa Espacial (EUSPA)                                                                                             |
| Agencia de la UE para la Ciberseguridad (ENISA)                                                                                                |
| Agencia de la UE para la Formación Policial (CEPOL)                                                                                            |
| Agencia de la UE para la Gestión Operativa de Sistemas Informáticos de Gran Magnitud en el Espacio de Libertad, Seguridad y Justicia (EU-LISA) |
| Agencia Europea de Seguridad Aérea (EASA) |
| Agencia de la UE sobre las Drogas (EUDA) |
| Agencia de los Derechos Fundamentales de la UE (FRA)                                                                                           |
| Agencia Europea de Control de la Pesca (EFCA)                                                                                                  |
| Agencia Europea del Medicamento (EMA) |
| Agencia Europea de Medio Ambiente (EEA) |
| Agencia Europea de Seguridad Marítima (EMSA)                                                                                                   |
| Agencia Europea para la Seguridad y la Salud en el Trabajo (EU-OHSA)                                                                           |
| Agencia Ferroviaria de la Unión Europea (ERA)                                                                                                  |
| Autoridad Bancaria Europea (EBA) |
| Autoridad Europea de Seguridad Alimentaria (EFSA)                                                                                              |
| Autoridad Europea de Seguros y Pensiones de Jubilación (EIOPA)                                                                                 |
| Autoridad Europea de Valores y Mercados (ESMA)                                                                                                 |
| Autoridad Laboral Europea (ELA) |
| Centro de Traducción de los Órganos de la UE (CdT)                                                                                             |
| Centro Europeo para el Desarrollo de la Formación Profesional (CEDEFOP)                                                                        |
| Centro Europeo para la Prevención y Control de Enfermedades (ECDC)                                                                             |
| Agencia Europea de Sustancias y Mezclas Químicas (ECHA)                                                                                        |
| Fundación Europea para la Mejora de las Condiciones de Vida y de Trabajo (EUROFUND)                                                            |
| Agencia de la UE para la Cooperación Judicial Penal (Eurojust)                                                                                 |
| Oficina Europea de Policía (Europol) |
| Agencia Europea de la Guardia de Fronteras y Costas (Frontex)                                                                                  |
| Fundación Europea de Formación (ETF) |
| Instituto Europeo de la Igualdad de Género (EIGE)                                                                                              |
| Junta Única de Resolución |
| Oficina Comunitaria de Variedades Vegetales (OCVV)                                                                                             |
| Oficina de Propiedad Intelectual de la UE (EUIPO)                                                                                              |

| Agencias de Política Exterior y Seguridad Común               | Agencias de Política Exterior y Seguridad Común |
| ------------------------------------------------------------- | ----------------------------------------------- |
| Agencia Europea de Defensa (EDA)                              |                                                 |
| Centro de Satélites de la UE (SATCEN)                         |                                                 |
| Instituto de Estudios de Seguridad de la Unión Europea (EUSS) |                                                 |

| Agencias Ejecutivas                                                                              |
| ------------------------------------------------------------------------------------------------ |
| Agencia Ejecutiva de Investigación (AEI)                                                         |
| Agencia Ejecutiva Europea de Clima, Infraestructuras y Medio Ambiente (CINEA)                    |
| Agencia Ejecutiva Europea de Educación y Cultura (EACEA)                                         |
| Agencia Ejecutiva del Consejo Europeo de Investigación (ERCEA)                                   |
| Agencia Ejecutiva Europea en los ámbitos de la Salud y Digital (HaDEA)                           |
| Consejo Europeo de Innovación y Agencia Ejecutiva para las Pequeñas y Medianas Empresas (EISMEA) |

| Agencias y Organismos Euratom              |
| ------------------------------------------ |
| Agencia de Abastecimiento de Euratom (ESA) |
| Fusion for Energy                          |

Estas agencias han contribuido de manera significativa al funcionamiento efectivo de la UE, gracias a su especialización en áreas determinadas de la arquitectura comunitaria. Al ser, en su mayoría, instituciones descentralizadas e independientes han servido para fortalecer el carácter plurinacional de la Unión.

## Historia

### Las agencias y los tres pilares de la Unión Europea
Los pilares de la Unión Europea o tres pilares de la Unión Europea, fueron las tres grandes categorías designadas por el Tratado de la Unión Europea (TUE) de 1993 entre las que se distribuían los distintos ámbitos en los que la Unión actuaba en diferentes grados y formas.
Estos tres pilares del TUE conformaron en dicho periodo (1993-2009), hasta la entrada en vigor del Tratado de Lisboa, la arquitectura de la Unión:
Al interior de esta estructura se superponían varios tipos de competencias. Los actos adoptados en el marco del primer pilar eran aprobados de conformidad con los procedimientos legislativos de la Unión Europea. Por su parte, los otros dos pilares estaban sujetos en una cooperación intergubernamental entre los Estados miembros.
Hasta entonces las agencias se dividían en cuatro categorías englobadas en dos tipos: las agencias “reguladoras” y las “ejecutivas”. Las agencias reguladoras, que se dividen a su vez en tres categorías, se encuentran descentralizadas y se encargan de una competencia concreta sin límite de tiempo; se conocen como agencias de los “tres pilares”. Las últimas, las agencias ejecutivas, se encuentran en la sede de la Comisión Europea (Bruselas o Luxemburgo) y son creadas para cubrir una tarea específica por un tiempo determinado, para realizar una tarea específica.
Las agencias reguladoras eran independientes y descentralizadas. Se regían por una base jurídica propia y en conjunto contaban en 2008 con unos 3800 trabajadores y disponían de un presupuesto anual de 1100 millones de euros (poco más de la mitad proveniente de contribuciones comunitarias). Entonces había 29 agencias reguladoras, divididas en tres categorías:
- Agencias comunitarias, conocidas como las agencias del “primer pilar”, se encargaban de una labor científica o técnica concreta y eran financiadas por medio del presupuesto de la UE y mediante el cobro directo de prestaciones. En total eran 23 agencias distribuidas en 16 Estados miembros.
- Agencias de política exterior y de seguridad común, conocidas como las agencias del “segundo pilar”. Se encargaban de la gestión de asuntos de política exterior y seguridad común eran financiadas directamente por los Estados miembros.
- Agencias de cooperación policial y judicial en materia penal, conocidas como las agencias del “tercer pilar”. Su función era dar apoyo a los Estados miembros en la lucha contra la delincuencia organizada internacional. Eran financiadas por medio del presupuesto de la UE y mediante el cobro directo de prestaciones.

## Actualidad
En la actualidad existen más de 30 agencias descentralizadas, agencias de política exterior y seguridad común, y agencias ejecutivas.

### Agencias descentralizadas
Actualmente, existen 30 agencias descentralizadas. 
Tratan de contribuir a las políticas de la Unión Europea, apoyar la cooperación entre la Unión Europea y las administraciones nacionales, para poner en común conocimientos técnicos y especializados entre ambos.

### Agencias de Política Exterior y Seguridad Común
Actualmente, existen 3 agencias.

##### Agencia Europea de Defensa (AED)
Agencia creada en el año 2004. Esta agencia apoya proyectos de cooperación en materia de defensa europea y constituye un foro para los ministros de Defensa europeos.
Entre sus principales actividades del ámbito de la defensa, destacan:
- Armonizar requisitos para la conseguir capacidades operativas
- Investigación e innovación para desarrollar demostradores tecnológicos.
- Formación y ejercicios de mantenimiento en apoyo de las operaciones de Política Común de Seguridad y Defensa

Además, ha celebrado acuerdos con algunos países no pertenecientes a la Unión Europea como Noruega, Serbia, Suiza y Ucrania

##### Instituto de Estudios de Seguridad de la Unión Europea (IESUE)
Agencia que pretende facilitar análisis sobre cuestiones de política de seguridad y defensa.
Entre sus objetivos está:
- Impulsar una cultura de seguridad común en la UE
- Contribuir al desarrollo y proyección de la Política Exterior y de Seguridad Común (PESC)
- Apoyo en la elaboración y proyección de la Política Exterior de la UE

##### Centro de Satélites de la Unión Europea (Satcen)
Agencia que apoya la Política Exterior y de Seguridad Común (PESC) mediante servicios basados en recursos espaciales y datos colaterales. 
El Centro de Satélites de la UE contribuye en la toma de decisiones y la actuación de la UE en el contexto de la Política Exterior y de Seguridad Común, proporcionando productos y servicios basados en recursos espaciales y datos colaterales (imágenes aéreas y por satélite)

### Agencias Ejecutivas
Actualmente, existen 6 agencias ejecutivas durante un periodo limitado para gestionar tareas específicas vinculadas a programas de la Unión Europea

### Agencias y Organismos Euratom
Actualmente, existen 2 agencias y organismos de Euratom.
Persiguen los objetivos de coordinar programas nacionales de investigación nuclear con fines pacíficos, facilitar conocimientos, infraestructuras y financiación para la energía nuclear y garantizar la suficiencia y seguridad del abastecimiento de energía nuclear. 

### Antiguas sedes
Por varios motivos, algunas de las agencias europeas han variado su sede a lo largo de los años, esto puede deberse normalmente a la existencia de varias sedes y al cambio de importancia con los años.
Otras sedes fueron modificadas son las de las dos agencias cuya sede principal se encontraba en Reino Unido debido a los efectos del Brexit.